# ریزموش دودی
ریزموش دودی (نام علمی: Sminthopsis fuliginosus) نام یک گونه از سرده ریزموش‌ها است.